# Música de Cabo Verde

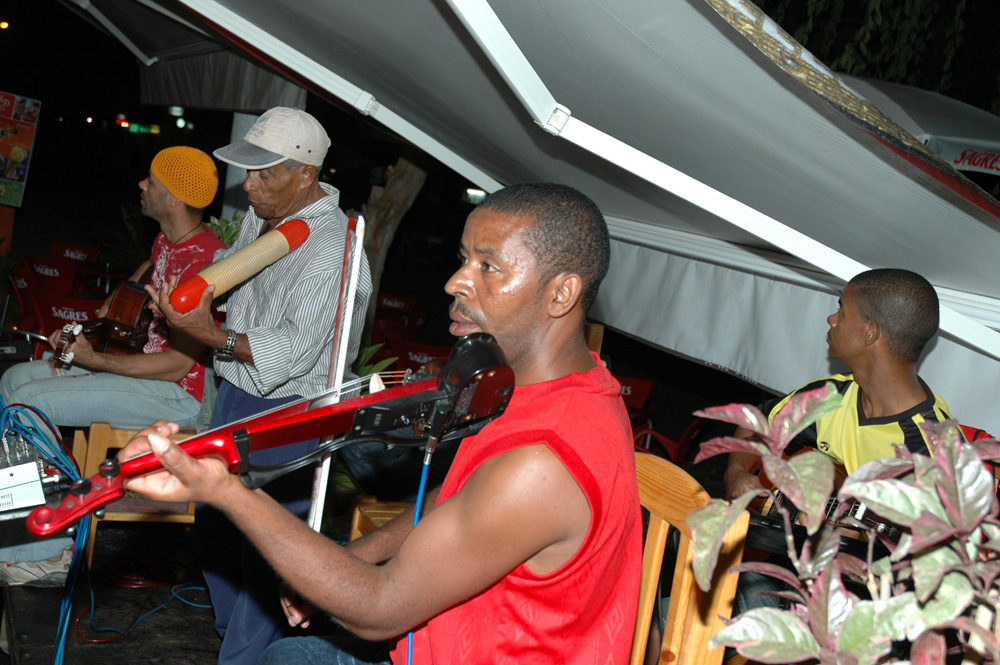
Un grupo tradicional de música de Cabo Verde

Cabo Verde posee un rico acervo musical que, actualmente, se configura como una de las lusofonías musicales más interesantes, mezcla de tradiciones musicales portuguesas, africanas, brasileñas y antillanas.

De las formas musicales que componen el panorama caboverdiano, destacan el batuque, los ritmos y melodías del kolá y pilón (inherente a las fiestas de los Santos), el funaná, la morna, la coladeira y las formas orquestales modernas derivadas del funaná tradicional, de la kolá, del batuque, o de los ritmos asociados a la fiesta de la Bandeira, en Fogo.

A estas formas tradicionales de la música de Cabo Verde, es preciso añadir algunas adaptaciones recientes de ritmos de origen americano, especialmente el zouk, originario de las Antillas Francesas, y el rap criollo.

## Historia
Existen pocos documentos sobre la evolución de la música en Cabo Verde. Es de esperar que las poblaciones que se asentaron históricamente en el archipiélago de Cabo Verde (africanos y europeos), llevaran consigo sus tradiciones musicales, pero nada se sabe sobre el momento en que se produce el mestizaje.
Durante la colonización portuguesa, el tipo de música permitido por la administración colonial era básicamente la música religiosa, quedando otras formas de expresión más popular relegadas a la clandestinidad. Esa política de represión aumentó durante el régimen del  Estado Novo por la administración portuguesa, por considerar ciertos géneros como «africanos», lo que llevó a algunas formas de expresión casi a la extinción. Tras la independencia hubo un fuerte resurgir de los géneros musicales tradicionales, y una eclosión de nuevas experiencias de fusión, hasta conformar un amplio abanico de géneros propios.

## Elementos de la música de Cabo Verde
La música de Cabo Verde es polifónica, es decir, la melodía se desenvuelve sobre una base formada por una sucesión de acordes, diferenciándose claramente de la tradición musical de África occidental, que se caracteriza por el uso continuado del contrapunto. Las escalas musicales empleadas son, en general, escalas de origen europeo, aunque la morna, la coladeira, la mazurca, o el lundum, por ejemplo, usan frecuentemente escalas cromáticas.
Si en la melodía y la armonía destaca la influencia europea, en el ritmo se percibe la influencia africana, muy sincopado, y polirrítmico aunque, salvo en el caso del batuque, han perdido una de las esencias de la música africana, como es la utilización de la rítmica en cruz, es decir, la acumulación de polirritmia y polimetría. Se usan normalmente compases binarios o cuaternarios aunque la kolá, y las adaptaciones de mazurca y vals usan, naturalmente, el compás ternario.
Estructuralmente, los géneros musicales caboverdianos se articulan en estrofas musicales, alternadas con un estribillo. Solamente el batuque, y la tabanca, mantienen la estructura típica africana del call and response.

## Instrumentación
En la instrumentación tradicional, predominan los instrumentos cordófonos: la guitarra (llamada violão en Cabo Verde), la Viola de 10 y 12 cuerdas (llamadas simplemente viola), el cavaquinho y el violín (llamado rebeca). El piano solo se ha utilizado de forma muy marginal, aunque recientemente se ha hecho mucho más usual entre los grupos, en versiones electrificadas. Los instrumentos melódicos no eran, en absoluto, usuales en las formas tradicionales de música caboverdiana, aunque hoy es relativamwente frecuente encontrar saxofones, clarinetes y trompetas.
Algunos géneros tienen sus instrumentos específicos. Es el caso del funaná, donde el acordeón (llamado allí gaita) se usaba como elemento central. Hoy día se ha extendido su uso a otros géneros.
En las secciones rítmicas son usados varios tipos de tambores. Es preciso destacar un instrumento autóctono, denominado ferrinho. También hay instrumentos claramente africanos, como el bombolom, la cimboa, el correpi, o el dondom, que han ido siendo sustituidos paulatinamente por la batería y, cada vez más profusamente, por el cajón, instrumento de origen afroamericano, que se desarrolló en Perú en el siglo XIX.

## Géneros musicales

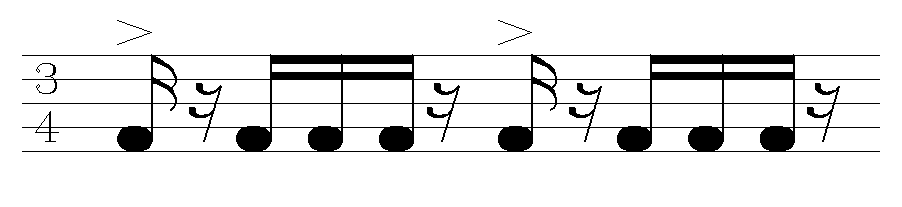
Modelo rítmico del batuque, ± 112 bpm.

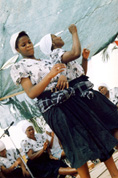
Batucadeiras en 1994

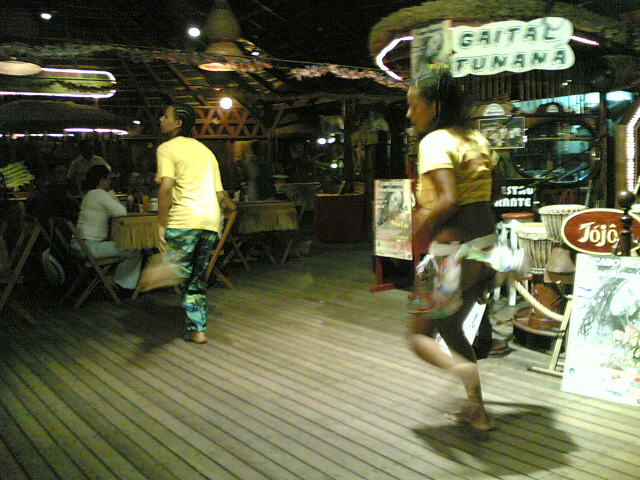
Baile del funaná en la Isla de Sal

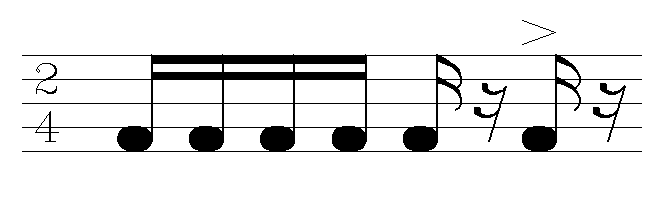
Modelo rítmico del funaná, ± 150 bpm.

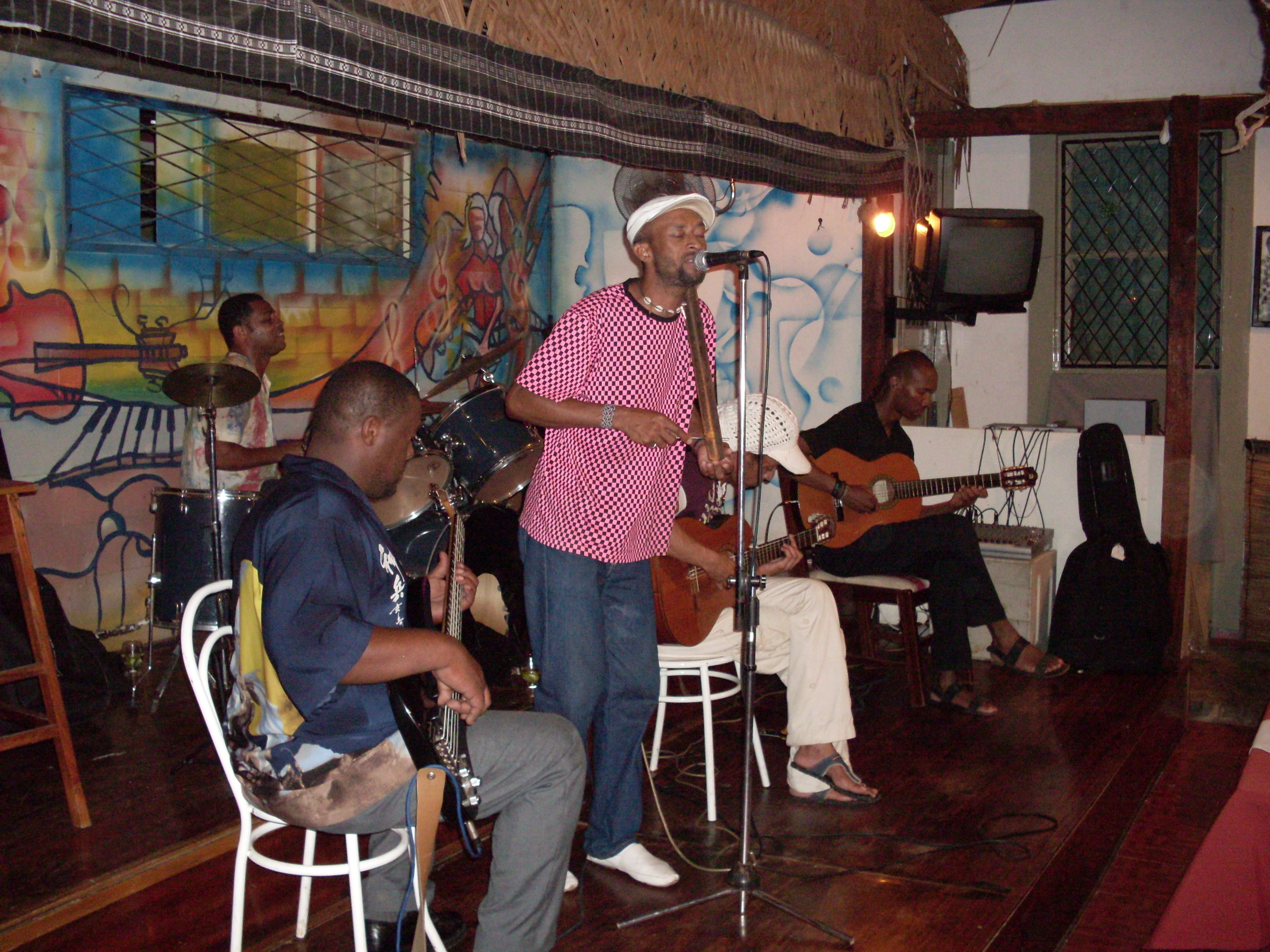
El cantante de funaná Bino Branco, del grupo Ferro Gaita, actuando junto al músico Vadú.

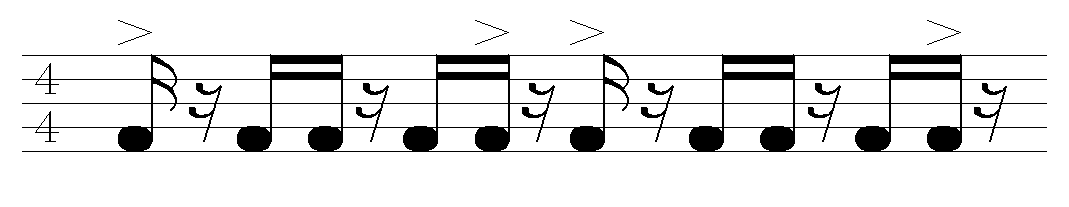
Modelo rítmico de la morna, ± 60 bpm.

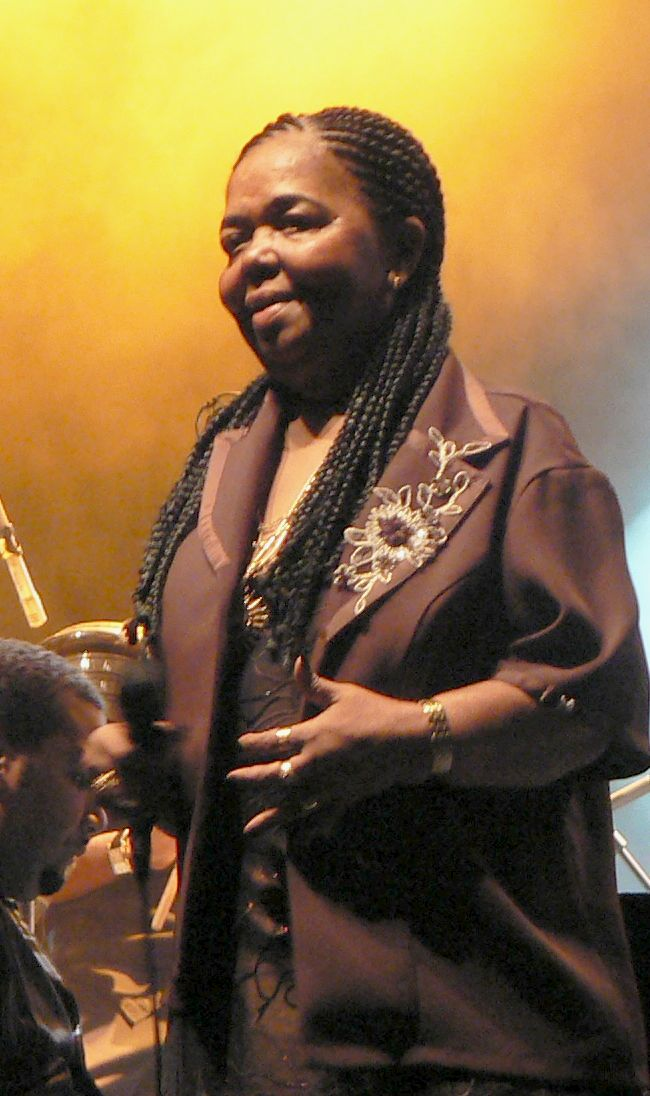
Cesária Évora, la reina de la morna, en 2006

### Batuque
Llamado batuk en criollo, es una de las formas más antiguas del folclore caboverdiano, pues procede de las primeras remesas de esclavos africanos llegados en el siglo XV. Tiene un mismo origen, y por tanto elementos comunes, con el batuque brasileño, aunque su desarrollo ha sido totalmente autónomo. Durante mucho tiempo su práctica estuvo prohibida por las autoridades coloniales: se prohibió inicialmente por el Ayuntamiento de Praia, en 1866, y no quedó plenamente "liberado" hasta el advenimiento de la independencia (1975). No obstante ha sobrevivido con fuerza.
Es música propia del archipiélago de Sotavento, y más concretamente de la isla de Santiago, siendo Tarrafal su centro de referencia. No obstante, hay indicios de que, en su momento, estuvo extendido por todas las islas de Cabo Verde.
Como género musical, el batuque se caracteriza por tener un tempo moderato, un compás de 6/8 o de 3/4, y ser escasamente melódico, es decir,  sin acompañamiento polifónico. Solía interpretarse exclusivamente por mujeres, que se acompañaban de instrumentos de percusión. Al contrario que los otros géneros musicales de Cabo Verde, el batuque se estructura en forma de call and response, y es el único que presenta principios de rítmica en cruz. De hecho, analizando el ritmo, se reconoce como una sobreposición de un ritmo ternario sobre un ritmo binario.
En su forma tradicional, el batuque se organiza como si fuese un crescendo orquestal. Suele estar dividido en dos movimientos o partes:
- Antiguamente, comenzaba con una introducción de cimboa, que establecía la línea melódica base. Hoy en día, casi no se utiliza dicho instrumento. El primer movimiento se denomina, en criollo, galion. Sobre una base rítmica realizada por la batucadeiras mediante batimiento de palmas y pies, la cantante solista, llamada kantadera profeta, entona una melopea que, después, es seguida al unísono por las restantes cantantes (llamadas kantaderas di kunpanha). Esos versos son textos improvisados, ejemplo de repentismo, como ocurre con el trovo, y abordan temas cotidianos, crítica social o referencias a personajes conocidos. Se denominan finason.

- Esa estructura de llamada y respuesta se mantiene en el segundo movimiento, llamado txabéta. Este movimiento corresponde a un clímax orquestal, en el que todas las ejecutantes efectúan el mismo ritmo en cruz, al unísono; y todas las cantantes cantan el mismo verso al unísono, en forma de estribillo.

Modernamente, el batuque ha sido objeto de variaciones conceptuales por los compositores. La música se apoya en soporte polifónico (secuencias de acordes), y presenta una estructura similar a los otros géneros musicales de Cabo Verde, alternando estrofas y estribillos, sin uso perceptible de la forma de llamada y respuesta. Tras la independencia del país (1975) hubo un interesante resurgimiento de los grupos y artistas de batuque, hasta entonces relegados. Históricamente destaca la cantante Nacia Gomi, que es para el batuque lo que Cesária Évora significó para la morna. Entre los que lo ejecutan habitualmente, desde los años 1990, se encuentran compositores como Orlando Pantera, Tcheka o Vadú, que realizan trabajos de investigación y dan una forma nueva al género, y cuyas composiciones han sido grabadas por jóvenes figuras como Lura, Mayra Andrade, Nancy Vieira, etc. Uno de los grupos más conocidos del género es Batuko Tabanka.
El batuque ha tenido igualmente importancia en el desarrollo de un jazz criollo propio de las islas, en el que destaca el grupo Raíz Tambarina.

### Funaná
Como género musical, el funaná se caracteriza por un tempo variable, desde vivace hasta andante, y un compás binario. El funaná está íntimamente asociado al acordeón, más específicamente al Acordeón diatónico, conocido en Cabo Verde como gaita. Este hecho va a influir en una serie de aspectos musicales que caracterizan al funaná como, por ejemplo, en sus formas más tradicionales, el hecho de usar escalas diatónicas y no escalas cromáticas.
La estructura de un tema de funaná es típica: alterna estrofas con estribillos, aunque entre ellos se intercala siempre un pasaje de solo de acordeón. El acompañamiento suele estar ejecutado con la mano izquierda del acordeón, aportando tanto la línea de bajo como los acordes. La línea rítmica se ejecuta con el ferrinho, aunque cada vez es más usual sustituirlo por la batería.
El funaná es un género musical relativamente reciente. Según la tradición oral, surge cuando, en un intento de aculturación, se introduce por los portugueses el acordeón en la isla de Santiago, a comienzos del siglo XX, para que la población aprendiese los géneros musicales portugueses. De hecho, el funaná tiene claras reminiscencias de diversos estilos portugueses (malhão, corridinho, vira, etc.). El propio nombre «funaná» también es reciente, y data de los últimos años de la colonización portuguesa. El origen del nombre no está claro, pero sí se tiene constancia de que, hasta bien entrados los años 1960, se le denominaba «fuc-fuc» y «badju l’ gaita».
Es un género originario de la isla de Santiago, como ya se ha indicado, y estuvo mucho tiempo asociado al mundo rural, siendo la morna el género preferido de las zonas urbanas. Aquel se consideraba una música de clases sociales bajas, hasta que, tras la independencia, se produjo su modernización, gracias principalmente al cantante y guitarrista Carlos Alberto Martins "Catchás", originario de Pedra Badejo, quien aportó elementos del jazz e influyó decisivamente en todos los músicos del género, convirtiéndolo además en un estilo extendido a todas las restantes islas del archipiélago.
Los más conocidos intérpretes de funaná son Suzana Lubrano, Kaka Barbosa, Kiko Cabral, el propio Tcheka y los grupos Finaçon y Ferro Gaita, entre otros muchos.

### Morna
La Morna es, sin duda, el más conocido internacionalmente de los géneros autóctonos de Cabo Verde, en buena medida gracias a la gran proyección lograda por Cesária Évora, su más conocida intérprete. Es también, incluso lo fue históricamente, el género más identificativo de la música insular y el único de entre ellos que fue aceptado socialmente por el sistema colonial. Su origen recoge elementos del fado portugués, del tango argentino y de ritmos africanos, como el lundum angolés.
Sin embargo, no se sabe a ciencia cierta cuándo y dónde surge la morna. La tradición oral da por supuesto que es originaria de la isla de Boa Vista, y que aparece en el siglo XVIII, pero no existen registros musicológicos que lo corroboren. Sin embargo, la afirmación del musicólogo Alves dos Reis, indicando que, durante el siglo XIX, la invasión de la música europea (polcas, mazurcas, galopes, contradanzas...) y otros géneros musicales en Cabo Verde, produjo un cambio en la morna, deja entender que, en esa época, la morna ya era una forma musical adulta y acabada. En cualquier caso, será en la isla de Sao Vicente donde se conforme como el "género rey de las islas", en parte gracias a la labor del gran B.Leza, que aporta además el toque brasileño, herencia de su profesor, el guitarrista Luis Rendall, al añadir acordes de paso con variaciones de medio tono.
Además de Évora y B.leza, ha habido otros grandes intérpretes de morna y coladeira, de gran proyección: Paulino Vieira, Armando Tito, Leonel Almeida, Ildo Lobo, Tito Paris, José Neves "Zeca", Teófilo Chantre, Nancy Vieira, Bana, etc.

#### Estructura musical
Como género musical, la morna se caracteriza por tener un tempo lento, un compás binario (a veces cuaternario), y, en su forma más tradicional, tener una estructura armónica basada en el ciclo de quintas,, un recurso típico del jazz, en tanto que la estructura poética se organiza en estrofas que van alternándose con un estribillo. La morna es casi siempre monotónica, es decir, compuesta en una única tonalidad. Las composiciones que utilizan más de una tonalidad son raras, y generalmente suelen ser fragmentos de paso desde una tonalidad menor a una mayor, o viceversa.
En el aspecto lírico, el gran reformador y modernizador de la temática de la morna fue el poeta Eugenio Tavares, que introdujo a comienzos del siglo XX el lirismo y la exploración de los sentimentos típicos del romanticismo, en especial la saudade, lirismo que aún perdura hoy día en la morna.
Armonía
Tal como se ha indicado, en su forma más tradicional, la morna se desarrolla como un ciclo de quintas. La progresión armónica comienza en un acorde (la tónica) de una determinada tonalidad; el segundo acorde es una quinta inferior (la subdominante); el tercero es igual al primero; y el cuarto, una quinta superior (la séptima dominante). Popularmente, esos acordes (tónica, séptima dominante, y subdominante) tienen en Cabo Verde los nombres de «primeira», «segunda» y «terceira», de la tonalidad en cuestión. Por ejemplo, si la música va a ser interpretada en la tonalidad de La menor, el acorde de La m se denomina «primeira de La menor», el acorde de Mi 7 se llama «segunda de La menor» y el acorde de Ré m recibe el nombre de «terceira de La menor».
Esta secuencia se encuentra en las formas más básicas y primarias de la morna. Esta estructura fue enriquecida posteriormente con los acordes de paso y, en cualquier caso, no se trata de una estructura obligatoria, como ocurre con la del blues. Muchos compositores (sobre todo los compositores más recientes) establecen secuencias de acordes diferentes. Por cierto, con frecuencia se ha denominado a la morna como "blues caboverdiano" aunque, como puede verse, solo tiene una ligera relación musical con aquel.
Melodía
La línea melódica de la morna varía mucho a lo largo de la composición, con secuencias de notas ascendentes y descendentes, cuyas figuras generalmente no son iguales entre sí. Una característica frecuente en la melodía de la morna es el uso de la síncopa, acentuando en el primer tiempo, y no en el último medio-tiempo del compás.
La melodía está estructurada en versos, que a su vez se organizan en estrofas. Las estrofas principales alternan con una estrofa-estribillo, y esa alternancia puede presentar varios modelos: ABABAB, ABCBABCB, ACBACB, AABCCB, etc. La melodía del estribillo (B) nunca es igual a la melodía de las restantes estrofas.

#### Instrumentación
El instrumento por excelencia de la morna es la guitarra, llamada popularmente «violão» en Cabo Verde. En los grupos más reducidos, se acompaña la voz también con otro instrumento solista, que puede ser bien otra guitarra, bien un violín (llamado popularmente «rabeca» en Cabo Verde), u otro instrumento melódico cualquiera. La manera específica de pulsar las cuerdas en la guitarra se conoce como «mãozada». La mãozada de la morna articula un bajo (ejecutado con el pulgar, marcando la acentuación del ritmo) con acordes (ejecutados con los otros dedos, bien en arpegio, bien rítmicamente, bien en una combinación de ambos).
Los grupos de morna más actuales, además de la guitarra, incluyen también un cavaquinho (que ejecuta los acordes rítmicamente), una viola de diez o doce cuerdas, un instrumento solista para apoyar la voz del cantante (violín, clarinete o, más recientemente, saxo), y algún instrumento de percusión.
A partir de la década de 1960 se asiste a una "electrificación" de la morna, en la que los instrumentos de percusión son sustituidos por la batería, y la técnica de la mãozada es abandonada para pasar el bajo eléctrico a llevar la línea de bajos, usándose para la rítmica la guitarra eléctrica. Sin embargo, a final de los años 1990, se asiste a un retorno a las raíces, recuperando el cavaquinho y la percusión, aunque usando instrumentos importados como el cajón.

### Coladeira

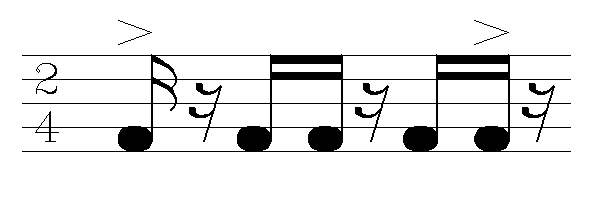
Modelo rítmico de la coladeira, 106~120 bpm.

La coladeira o koladera (en lenguaje criollo) es un estilo usualmente considerado como una ramificación de la morna, con influencias afro-brasileñas. La palabra koladera significaba originariamente el acto de salir a la calle a cantar la kolá, un tipo de canción propia de Cabo Verde. Según la tradición oral, habría surgido en los años 1930 en la isla de São Vicente, cuando el compositor Antón Tchitch habría acelerado voluntariamente el tempo de una morna, aunque se trata de un extremo no documentado. Poco a poco, ese nuevo género musical fue sedimentándose, absorbiendo influencias musicales diversas, sobre todo de la música brasileña. Desde San Vicente, pasó a las demás islas, surgiendo en el proceso dos escuelas diferentes, cada una con un estilo propio: una en las islas de Barlovento, centrada en Mindelo; la segunda en las islas de Sotavento, centrada en Praia.
Como género musical, la coladeira se caracteriza por tener un tempo variable, desde allegro hasta andante; un compás binario, y, tal como ocurre con la morna, una estructura armónica basada en el ciclo de quintas. También la estructura poética es igual a la de la morna, de la que procede. Generalmente, los temas más abordados por la coladeira son sátiras, críticas sociales, relatos jocosos y temas alegres y lúdicos. Según algunos autores, los temas originales de la morna de Boa Vista habrían sido precisamente estos. Sería después de la evolución de los temas propios de la morna, en su extensión al resto de las islas y la adopción del lirismo y la saudade como elemento definitorio, cuando el género emergente de la coladeira se habría apoderado de la temática inicial de la morna de Boa Vista. Esa temática recogía los temas abordados por las cantigas de escarnio y de maldizer medievales portuguesas. La instrumentación de los grupos de coladeira es básicamente la misma de los de morna, aunque con mucha mayor presencia de instrumentos percusivos (chocalho, reco-reco, caneca, tumbadoras, etc).
Existen diversas variantes de la coladeira, en función del tempo y de las influencias musicales. De ellas, la más importante, por su extensión entre la población actual, es la generada por la fusión con el zouk, de la que se hablará más adelante.

### Kolá o Cola San Jon

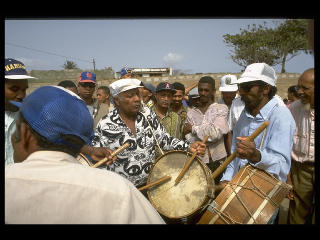
Grupo de kolá, en la Fiesta de San Juan, en São Vicente

Es un género muy enraizado en todas las islas, pues posiblemente es el más antiguo de todos ellos y antecesor del batuque. Llegó desde África continental, con las primeras remesas de esclavos, en el siglo XVI, y tiene muchos puntos en común con diversas danzas afrobrasileñas y cubanas. Se trata de una danza realizada por parejas o cuartetos de mujeres, acompañada exclusivamente por el sonido de los tambores, en la que se entrechocaban los vientres de forma violenta. Estuvo prohibida en las ciudades más importantes, en los años 1940, por considerarse lasciva, llegando a prohibirse incluso el toque de tambores.
Actualmente se mantiene sobre todo en las islas de Santo Antão, São Vicente y São Nicolau, es decir, las más occidentales, y suele interpretarse, como su nombre indica, para la fiesta de San Juan, a finales de junio y supone una de las grandes celebraciones populares multitudinarias del archipiélago. Las composiciones que se interpretan han sido transmitidas oralmente de generación en generación, y tienen un carácter colectivo, perdurando en ellas el principio africano de la rítmica en cruz. Los principales grupos de kolá, hoy en día, son Cordas do Sol e Irmãos Unidos, ambas formaciones originarias de la isla de Santo Antão.

### Tabanca

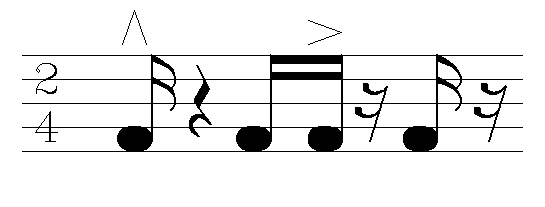
Modelo rítmico de la tabanca, ± 120 bpm.

La tabanca (tabaka en criollo) es un género musical tradicional de Cabo Verde, asociado a la fiesta de la Santa Cruz, que se celebra el 3 de mayo. Tiene un origen eminentemente rural, pues fue en los pequeños núcleos donde se desarrolló de forma clandestina durante la dominación colonial.
Se caracteriza por su tempo allegro, su compás binario, y ser cantado sin acompañamiento polifónico. En su forma tradicional, se estructuraba con la forma de call and response, en la que el cantante principal entona un verso que es repetido al unísono por los restantes intérpretes. El acompañamiento rítmico es ejecutado con tambores y algunos instrumentos tradicionales de viento, como los silbatos y las caracolas. Estas últimas (generalmente tres, en registros grave, medio y agudo) ejecutan un ostinato rítmico-melódico que cubre una tesitura de una sexta. En la tabanca de la localidad de Chã de Tanque, en el municipio de Santa Catarina, las caracolas fueron sustituidas por cornetas de pistones. Rítmicamente, existen al menos cuatro variantes de tabanca: La tabanca de Várzea, la tabanca de Achada Grande, la tabanca de Achada de Santo António (las tres en la ciudad de Praia) y la ya citada tabanca de Chã de Tanque (en Santa Catarina). Modernamente, la tabanca ha sido compuesta con otra estructura por compositores recientes, de manera mucho más cercana a los otros géneros de la músca caboverdiana.
El origen de la tabanca es incierto. Según algunos autores, una de las hipótesis más probables nos remonta al 3 de mayo de algún año del siglo XVIII, en la fiesta de la Santa Cruz. Los señores esclavistas, imbuidos de algún espíritu cristiano, concedieron por un día libertad a los esclavos para hacer sus propios festejos. Estos habrían aprovechado esa libertad temporal para realizar un teatro callejero donde ridicularizarían toda la estructura social entonces en vigor. Juntando sincréticamente aspectos religiosos cristianos con prácticas de origen africano, la tabanca fue desarrollándose en un desfile, en el que cada interveniente representaba un elemento de la sociedad. Tanto la administración como la iglesia, fueron hostiles a esta fiesta y a su música, y a partir del siglo XIX publicaron bandos prohibiéndola.
Como manifestación cultural, la tabanca va mucho más allá de un simple género musical. Existen una gran número de actividades asociadas a la fiesta. Aunque actualmente se da en la isla de Maio, la tabanca es más popular en su lugar de origen, la isla de Santiago. Las festividades de la tabanca generalmente comienzan el 3 de mayo, día de la Santa Cruz, y se extienden a todos los días festivos entre mayo y julio.

### Mazurca y contradanza

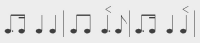
Ejemplo de figuras rítmicas típicas de la mazurca

En las zonas más rurales del archipiélago de Barlovento, especialmente en las islas de Santo Antão y São Nicolau, la música popular tradicional está fundamentada sobre la mazurca, una danza de origen polaco que se extendió por el archipiélago a comienzos del siglo XIX. Se baila por parejas, dispuestos en dos filas y dirigidas por un maestre de ceremonias, en compás de 3/4 y tempo vivo. Una variante de la mazurca, aún se baila en la isla de Fogo, bajo el nombre de "rabolo".
De origen británico y forma bailable muy parecida, es la contradanza, que se supone llevada a las islas en época tan temprana como el siglo XVI, y que aún se ejecuta en Santo Antão.

### Kola-Zouk

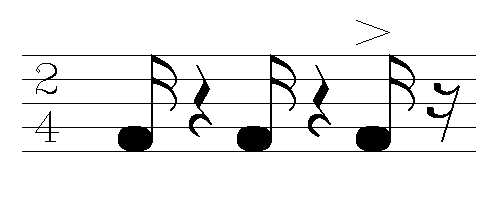
Modelo rítmico del cola-zouk, 90-120 bpm.

El zouk es un estilo de música rítmica originado en las antillas francesas, especialmente en las islas de Guadalupe y Martinica. Tiene sus raíces en la kompa haitiana y la palabra zouk se suele traducir como "fiesta" o "festival". La palabra «zouk» parece provenir de mazouk, forma popular de designar a la mazurca criolla, muy apreciada hasta mediado el siglo XX. Se danza en parejas, pegados muy apretadamente, el hombre tomando a la mujer por la cintura y la mujer enlazando un brazo alrededor del cuello de su compañero. En su origen era una música tradicional, ligada a los bailes de carnaval. A partir de los años 1980, se incorporan instrumentos electrónicos, secuenciadores y teclados, convirtiéndose en una música dirigida a las pistas de baile urbanas.
En Cabo Verde ha conseguido carta de naturaleza a través de su influencia en la coladeira, conformando un género mixto que ha recibido diversos nombres (kola-dance, cabo-swing, cabo-love, etc.), aunque se ha consolidado el más evidente, cola-zouk. Entre los intérpretes más conocidos del género, están Beto Dias, Ricky Boy, Nataniel y Suzana Lubrano.

## Escena musical
La escena musical de Cabo Verde se concentra en sus dos principales ciudades, la capital Praia, en la isla de Santiago, y el puerto de Mindelo, en la de Isla de São Vicente. Ambas tienen una importante vida musical, con un gran número de locales que ofrecen música en directo todos los fines de semana del año. En Praia, se celebran dos grandes festivales, el denominado "Festival de Gamboa", de música tradicional, y el "Kriol Jazz Festival"; ambos se nutren básicamente de bandas africanas y caboverdianas. En São Vicente se celebra en verano el multitudinario "Festival de Bahía das Gatas", en la localidad costera del mismo nombre. También se organizan festivales de gran proyección en la turística isla de Sal ("Festival de Santa María") y en Boa Vista ("Festival Praia da Cruz", en la localidad de Sal Rei). Desde el año 2011, se celebra la gala anual de los "Premios de la Música de Cabo Verde", que pretende impulsar la industria local.
En Cabo Verde, sin embargo, no existe hoy por hoy una industria discográfica consolidada, a pesar del gran número de artistas que han editado discos internacionalmente. Las productoras locales son empresas de muy reducido tamaño, radicadas en Praia (donde hay estudios de grabación) o Mindelo, dedicadas básicamente a grabar artistas jóvenes locales, normalmente en colaboración con sellos discográficos europeos. Es el caso, por ejemplo, de Ediçoes Artiletra de Mindelo (con artistas jóvenes cercanas al pop, como Solange Cesarovna) o Madyara Produçoes, de Praia (con artistas como el emergente senegalés Mamadou). Sin embargo, la mayor parte de los artistas con proyección internacional han grabado con empresas europeas, y de forma significativa con el sello francés, radicado en París, Lusafrica, que se creó en 1988 para editar exclusivamente música caboverdiana y obtuvo su primer gran éxito en 1991, con Cesária Évora. Posteriormente amplió su abanico a músicos de Malí, Angola y otros países de África occidental e, incluso, de las Antillas, aunque sigue editando artistas de éxito de Cabo Verde (Boy Gé Mendes, Lura, Zé Luis, Tcheka, el saxofonista Luis Morais, Mario Lucio, Jorge Humberto, Fantcha, Ferro Gaita, Ildo Lobo, Tito Paris, Rui Lima, y otros). En otras discográficas francesas y portuguesas se ha editado la obra de otros músicos del país, más o menos apegados a la tradición, como es el caso de Teófilo Chantre, Lutchinha, Jovino dos Santos, Jorge Sousa, José Neves "Zeca", Dulce Matías, René Cabral, Morgadinho, Titina, o el guitarrista de Guinea Bissau Manecas Costa.
La continuidad en la celebración de los Premios de la Música (CVMA) han dado impulso a nuevas figuras. Mirri Lobo fue el gran triunfador de los Premios de la Música de Cabo Verde de 2012, que también reconocieron la carrera del veterano cantante Bana, de 80 años de edad, fundador en los años 1960 del grupo Voz de Cabo Verde, el primer gran embajador de la música isleña. Otros triunfadores en posteriores ediciones han sido el grupo Splash, con cinco premios en 2013, o la cantante Neuza, ganadora de dos categorías en 2014. En 2015, los premios han estado mucho más repartidos, siendo galardonados, entre otros Gardénia Benros (mejor morna), Jorge Serna (mejor coladeira) o Lejemea (mejor funaná).